# 25151 Stefanschröder
25151 Stefanschröder è un asteroide della fascia principale. Scoperto nel 1998, presenta un'orbita caratterizzata da un semiasse maggiore pari a 2,7619332 UA e da un'eccentricità di 0,2281321, inclinata di 9,48083° rispetto all'eclittica.